# Worthy (album Bettye LaVette)
Worthy è un album in studio di Bettye LaVette. La Red Cherry Records ha pubblicato l'album il 27 gennaio 2015. Ha lavorato con Joe Henry, nella produzione di questo album. L'album è stato nominato per il premio come miglior album blues al 58° Grammy Awards.

## critica
Assegnando quattro stelle all'album ad AllMusic, Mark Deming ha dichiarato: "Worthy è un'altra uscita impressionante di una cantante eccezionale, e se segue lo schema di alcuni dei suoi ultimi album, niente qui suona banale; questo è il suono di un'artista che fa quello che fa meglio ed è molto più che degna di questa grande musica. Colin McGuire, valutando l'album un otto su dieci per PopMatters, ha scritto che Worthy ha successo perché "Bettye LaVette conosce i suoi punti di forza. Sa cosa rende quella sua voce così senza tempo, e sa come far suonare le canzoni come se fossero le sue.", anche se non ha avuto alcun ruolo nella loro scrittura. Se queste 11 tracce sono state progettate per ricordare al mondo un tesoro musicale criminalmente dimenticato, ci sono riuscite e anche di più". "Questo disco non è solo degno, è essenziale."

## Tracce
1. Unbelievable – 3:15 (Bob Dylan)
2. When I Was a Young Girl – 3:40 (Chris Youlden)
3. Bless Us All – 2:49 (Mickey Newbury)
4. Stop – 4:24 (Joseph Lee Henry)
5. Undamned – 3:32 (Linford Detweiler)
6. Complicated – 3:43 (Mick Jagger, Keith Richards)
7. Where a Life Goes – 5:04 (Randall Bramblett)
8. Just Between You and Me and the Wall, You're a Fool – 6:39 (James H. Brown Jr.)
9. Wait – 3:40 (John Lennon, Paul McCartney)
10. Step Away – 3:03 (Brian Mitchell, Christine Santelli)
11. Worthy – 4:10 (Beth Nielsen Chapman, Mary Gauthier)